# Josef Öman
Karl Josef Öman, född 24 mars 1884 på Ljusterö, Stockholms län, död 13 mars 1944 i Stockholm, var en svensk målare och grafiker.
Efter att Öman studerat en tid vid Althins målarskola studerade han vid Konstakademien 1903–1909 där han även deltog i Axel Tallbergs etsningsskola. Under sin studietid tilldelades han den 2:a medaljen 1908 och det Beskowska stipendiet 1909. Han fortsatte därefter sin utbildning genom flera studieresor till Frankrike, Tyskland, Nederländerna, Wien, Tjeckoslovakien och Danmark. Under sina studieresor besökte han olika konstskolor och var elev vid bland annat Académie Colarossi i Paris. Vid Septemberutställningen på Liljevalchs konsthall 1919 visade han en stor kollektion av landskapsmotiv. Hans konst består av porträtt, landskapsskildringar och stadsbilder med motiv från Stockholms skärgård, Paris, Marseille, Bretangne och Normandie utförda i olja eller i form av grafik.  Josef Öman är begravd på Norra begravningsplatsen utanför Stockholm.